# Anna Maria Bühler
Anna Maria Bühler, född 1774, död 1854, var en schweizisk hjältinna.
När de franska ockupationstrupperna passerade Ems på sin reträtt från Chur i maj 1799, fångade bonddottern Anna Maria Bühler tyglarna i selen till en fransk kanon som skulle lämnas tillbaka och hindrade den att lämna orten. Handlingen gjorde det möjligt för Bündner Oberland-bönderna att erövra denna kanon. Händelsen nämndes första gången i Churer Zeitung 1799 och bekräftades officiellt 1804. Anna Maria Bühler togs personligen emot av kejsaren i Wien 1811 och fick en belöning och en livslång pension. Deras bedrifter bearbetades i patriotisk litteratur, poesi och journalistik, som gjorde henne till en patriotisk hjältinna. 